# Frank Reyes
Francisco López Reyes más conocido como Frank Reyes 
(Tenares; 4 de junio de 1969) es un bachatero dominicano, conocido en el ámbito musical como "El príncipe de la bachata". A lo largo de su carrera, ha sido reconocido en el ámbito musical por su contribución al género de la bachata.

## Biografía
Reyes comenzó a desarrollar su talento musical desde su infancia, cuando formó un grupo musical con sus hermanos y demostró habilidades para el canto. A los 12 años, se trasladó a Santo Domingo, donde realizó diversos trabajos para mantenerse y aspiraba a tener su propio negocio.
Con el tiempo, su habilidad para cantar bachata se destacó con su primer álbum, Tu serás mi reina, que le permitió ganar reconocimiento en los medios dominicanos. En 2001, fue nombrado como el artista bachatero del año por las cadenas de radio y televisión dominicana.
En 2002, su carrera adquirió proyección internacional con el sencillo Nada De Nada, que logró ser exitoso en varios países de Latinoamérica, así como en comunidades hispanas de Estados Unidos y Europa. Además, participó en el recopilatorio Reggae Bachata 2003, donde se incluyó una remezcla en reguetón con Zurdo.
Su tema Noche de pasión, lanzado en agosto de 2014, fue bien recibido por la audiencia nacional. El sencillo alcanzó una posición destacada en las listas Top Latin Songs - República Dominicana de Monitor Latino, donde permaneció durante 22 semanas, logrando alcanzar la tercera posición y consolidando el éxito de su carrera. En 2015, su sencillo "Cómo Sanar" destacó por su éxito, lo que le valió una nominación a Mejor Video Musical de Bachata en los Premios Videoclip Awards 2016.
En 2018, lanzó el tema "Veneno", que obtuvo gran éxito y alcanzó las primeras posiciones en las listas de popularidad del país. 
En el 2019 participó en el álbum de Romeo Santos "Utopía", cantando junto a este el tema "Payasos", álbum en el que participaron bachateros muy reconocidos como Luis Vargas, Joe Veras, Monchy y Alexandra, Raulin Rodríguez, entre otros.
En el 2020 lanzó su nuevo tema "Decidí", composición de Daniel Moncion.

## Discografía
- 1991: Tú Serás Mi Reina
- 1993: Si El Amor Condena, Estoy Condenado
- 1994: Bachata Con Categoría
- 1995: Regresó Mi Amor Bonito
- 1996: El Antojito
- 1996: El Príncipe
- 1998: Vine A Decirte Adiós
- 1999: Extraño Mi Pueblo
- 2000: Amor En Silencio
- 2002: Bachata De Gala
- 2002: Déjame Entrar En Ti
- 2004: Cuando Se Quiere Se Puede
- 2004: En Vivo
- 2005: Desde Santo Domingo Live!
- 2005: Dosis De Amor
- 2006: Pienso En Ti
- 2007: Tour 2007
- 2007: Te Regalo El Mar
- 2009: Sigue Tu Vida
- 2012: Soy Tuyo
- 2014: Noche De Pasión
- 2016: Devuélveme Mi Libertad
- 2019: Solo Merengue Vol. 17
- 2021: Aventurero
- 2023: Mi Historia Musical, Vol. 1
- 2023: Mi Historia Musical, Vol. 2
- 2023: Mi Historia Musical, Vol. 3
- 2024: Mi Historia Musical, Vol. 4

## Premios y reconocimientos
| Año  | Premios          | Categoría         | Por         | Resultado |
| ---- | ---------------- | ----------------- | ----------- | --------- |
| 2018 | Premios Soberano | Bachatero del Año | Frank Reyes | Ganador   |